# Аррунт Тарквіній (син Тарквінія Гордого)
Аррунта Тарквіній (лат. Arruns Tarquinius; † 509) — другий син римського царя Тарквінія Гордого та Туллії Молодшої.
Разом зі старшим братом Титом і Луцієм Брутом брав участь у посольстві до Дельфійського оракула, в ході якого брати намагалися вирішити, кому дістанеться царська влада . Пізніше посланий батьком заснувати римську колонію в Цирцеї, на узбережжі Тірренського моря .
Після вигнання царської сім'ї з Риму вирушив разом з Тарквінієм в Цере просити допомоги у етрусків . 
У битві біля Арсійського лісу Аррунт, «найвидатніший по силі і найсвітліший душею з братів» , командував кавалерією. На початку бою він викликав на поєдинок Брута, і вони обидва загинули в єдиноборстві, пронизавши один одного списами .